# Stradivarius (marca)
|  | No s'ha de confondre amb la marca de violins o la família Stradivarius.. |

Stradivarius és una cadena de botigues de moda presta juvenil creada l'any 1994 que pertany al grup Inditex. Un dels signes més característics de l'empresa és en el seu logotip. Substitueixen la primera S de Stradivarius per una Clau de sol.
Stradivarius aposta per la moda internacional. Les seves botigues, àmplies i amb una ambientació dinàmica, ofereixen un gran ventall de possibilitats per a les joves amb un estil informal i imaginatiu. Les seves 499 botigues a 34 països reuneixen color, llum, grans espais i música jove.

## Història
- 1994, neix la cadena gràcies a la família catalana Triquell, propietaris de Forage amb seu a Sabadell.
- 1999, Inditex adquireix l'empresa amb la compra del 90% de la participació per 18.000 milions de pessetes.
- L'any 2005 s'efectua la compra del 100% i la família fundadora desapareix del capital però no de l'empresa, ja que Jordi Triquell continua sent el seu director. És el fill de Francisco Triquell, que va ser qui va arrencar el negoci tèxtil.
- Actualment està present a 35 països; Andorra, Bahrain, República Txeca, Colòmbia, Xipre, Estònia, França, Grècia, Guatemala, Hongria, Irlanda, Itàlia, Jordània, Kuwait, Letònia, Líban, Lituània, Malta, Montenegro, Marroc, Oman, Polònia, Portugal, Qatar, Romania, Rússia, Aràbia Saudí, Sèrbia, Síria, Eslovàquia, Eslovènia, Espanya, Turquia, Emirats Àrabs, Ucraïna.[2]